# Wadochowice
Wadochowice (niem. Wiesenthal) – wieś w Polsce położona w województwie dolnośląskim, w powiecie ząbkowickim, w gminie Ziębice, na Dolnym Śląsku.

## Podział administracyjny
W latach 1975–1998 miejscowość administracyjnie należała do województwa wałbrzyskiego.

## Historia
Nazwa miejscowości składa się z dwóch członów Wadoch oraz patronimicznej końcówki -owice. Jest ona charakterystyczną dla Polski nazwą patronimiczną pochodzącą od imienia pierwszego zasadźcy Wadocha. Miejscowość powstała w średniowieczu z połączenia dwóch wsi Wadochowic oraz Nieciepłej Izby. W języku polskim nazywana była po złączeniu Jaksice od imienia jej właściciela polskiego rycerza Jaksy. Natomiast mnisi z niemieckiego zakonu cystersów z pobliskiego Henrykowa nazywali ją po niemiecku Wisental. Fakt ten opisuje spisana po łacinie w latach 1269–1273 Księga henrykowska w następującym fragmencie: "Quarto de Wisintal notandum, quod hec villa constat ex duabus hereditatibus, quarum maior Wadochowitz, minor Neteplaistba vocabatur; quibus in unam villam redactis ipsa villa wulgariter Wisintal est vocata. Fuit autem hec villa cuiucdam militis satis famosi, Iaxe nomine, et propterea quidam Poloni adhuc appellant ipsam villam Iaxsitz, nomen predicti militis imitantes"
Nazwę miejscowości w zlatynizowanej staropolskich formach Wadochewitz, Wadohovich wielokrotnie notuje wraz z sąsiednimi wsiami spisana po łacinie w latach 1269–1273 Księga henrykowska we fragmencie "Polonico Wadochewitz" oraz innych występujących w tej księdze. Niemiecki historyk Gustav Adolf Stenzel w swoich komentarzach do tej księgi wydanych w roku 1854 jako pierwotną nazwę miejscowości podaje Wadochowiz.

## Zabytki
Do wojewódzkiego rejestru zabytków wpisany jest:
- kościół filialny pw. św. Wawrzyńca, z XV w., lata 1706-1707